# Schwarzrohrbambus
Der Schwarzrohrbambus (Phyllostachys nigra) ist eine Art aus der Gattung Phyllostachys innerhalb der Familie der Süßgräser (Poaceae). Er kommt in China vor und fällt durch seine schwarzen Halme auf. Er wurde um 1823 nach Europa gebracht und ist damit wahrscheinlich der erste Bambus, der nach Europa gelangte.

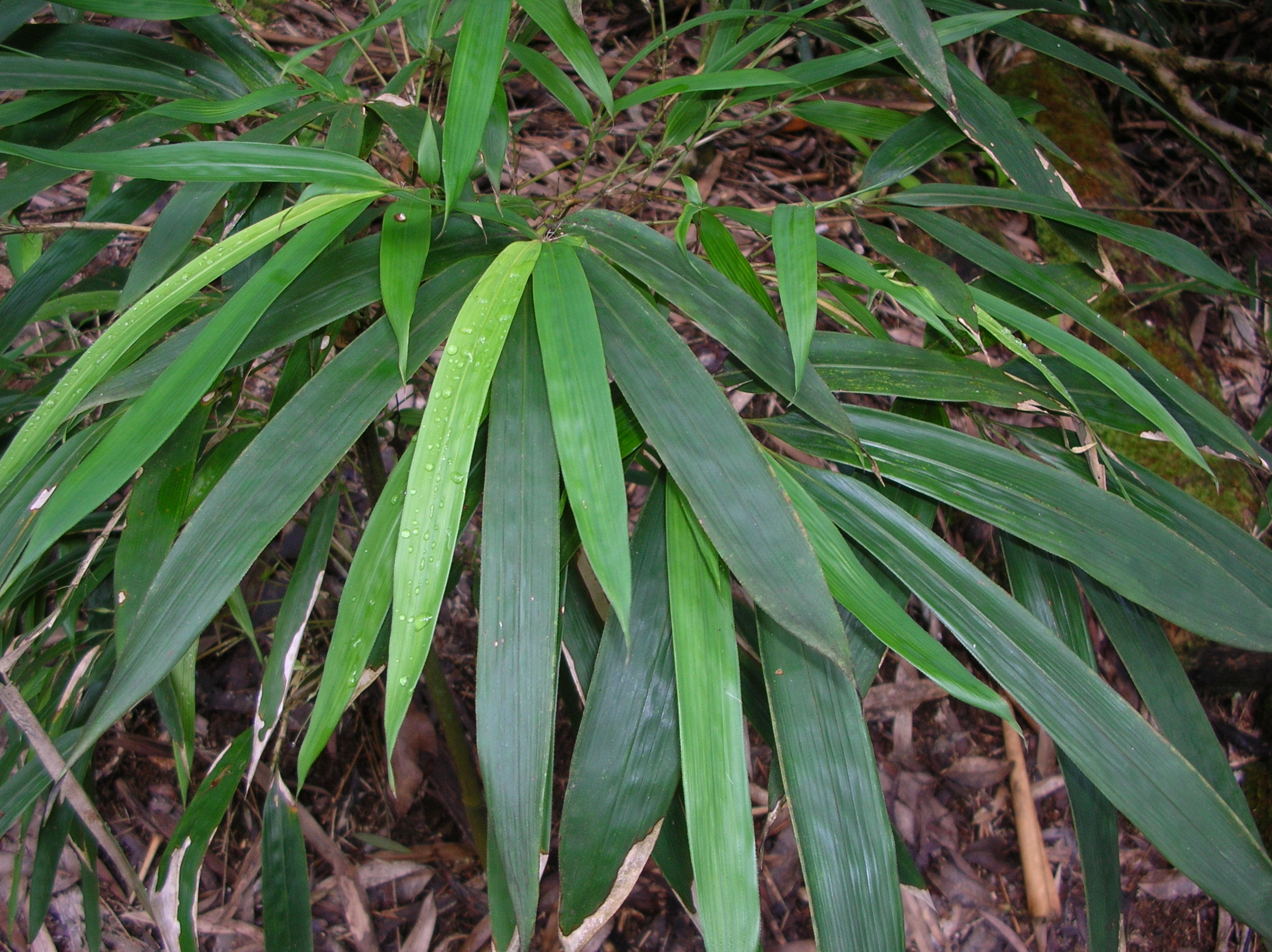
Blätter

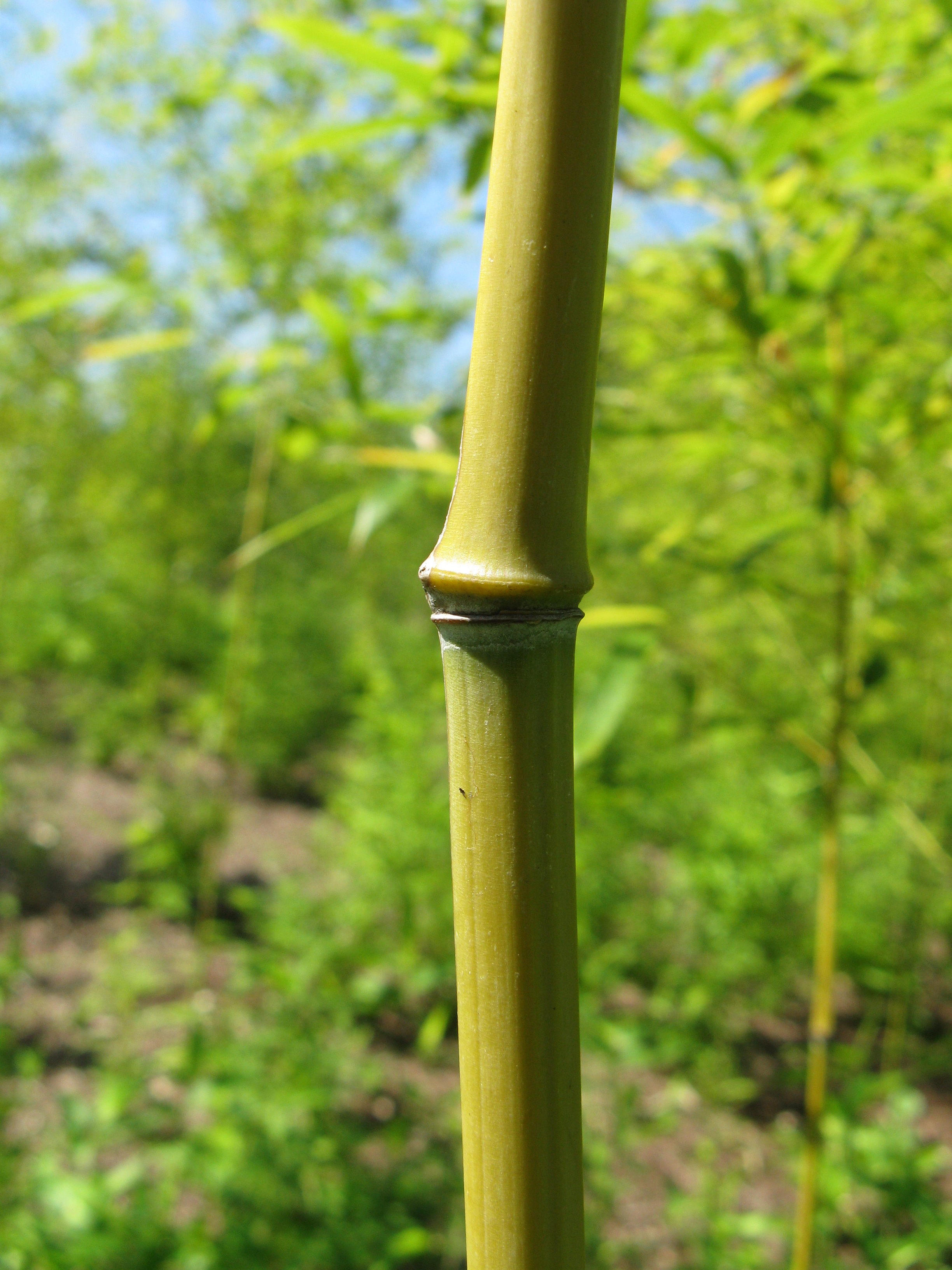
Halm von Phyllostachys nigra var. henonis

## Beschreibung
Die Art bildet kurze Ausläufer, wodurch die Halme in lockeren Gruppen stehen. Sie werden 3 bis 10 Meter hoch und erreichen Durchmesser von 1 bis 4 Zentimetern, stehen aufrecht und sind an den Spitzen überhängend. Die Internodien werden 25 bis 30 Zentimeter lang und haben etwa 3 Millimeter dicke Wände. Sie sind etwas gerippt, gelbbraun und unterhalb der Knoten weiß bepudert. Die Halmscheiden sind grün gestreift, bewimpert und an der Basis braun behaart. Die Öhrchen sind groß und gehen in die Spreite über. Die Laubblätter sind 3 bis 4 Zentimeter lang und 0,8 bis 1,8 Zentimeter breit und stehen zu zweien oder dreien an den Zweigenden. Sie sind dunkelgrün, kahl und papierartig dünn und mit drei bis sechs Nervenpaaren versehen. Öhrchen und Borsten sind schwach ausgebildet oder fehlen.
Die Chromosomenzahl beträgt 2n = 48.

## Verbreitung und Standortansprüche
Das natürliche Verbreitungsgebiet der Art liegt in der Provinz Hunan in China. Sie wird jedoch auch in anderen Gebieten Chinas und in vielen anderen Ländern kultiviert. In Europa wurde die Art wahrscheinlich als erster Bambus um 1823 eingeführt.
Unter natürlichen Bedingungen kommt der Schwarzrohrbambus in offenen Wäldern an Hängen und in Tälern vor und erreicht dabei Höhenlagen von 1100 bis 1200 Metern.

## Taxonomie und Systematik
Der Schwarzrohrbambus ist eine Art der Gattung Phyllostachys aus der Tribus Bambuseae und wird der Untertribus Shibataeinae zugerechnet.
Der Schwarzrohrbambus wurde 1835 von John Lindley in Penny Cyclopædia of the Society for the Diffusion of Useful Knowledge Band 3 Seite 357 als Bambusa nigra erstbeschrieben. Lindley hatte den Namen von Conrad Loddiges übernommen. Die Art wurde 1868 von William Munro in Transactions of the Linnean Society of London Band 25 Seite 38 als Phyllostachys nigra (Lodd. ex Lindl.) Munro in die Gattung Phyllostachys gestellt. Das Epitheton nigra des wissenschaftlichen Namens stammt aus dem Lateinischen und bedeutet schwarz; es weist auf die Farbe der Halme hin.
Es werden zumindest fünf Subtaxa unterschieden:
- Phyllostachys nigra var. nigra: mit anfangs grünen Halmen, die sich später rotbraun bis braunschwarz verfärben
- Phyllostachys nigra var. henonis (Mitford) Rendle: mit andauernd grünen Halmen
- Phyllostachys nigra var. boryana (Mitford) G.Nicholson: mit anfangs grünen Halmen, auf denen sich später schwarze Flecken bilden
- Phyllostachys nigra f. megurochiku I.Tsuboi: mit grünen Halmen und schwarzem Sulcus
- Phyllostachys nigra f. mejiro Muroi & H.Okamura: schwarzer Halm mit gelbem Sulcus

## Verwendung
Der Schwarzrohrbambus wird als Zierpflanze verwendet. Die jungen Schösslinge sind essbar, jedoch nicht sehr schmackhaft. In Peking ist Schwarzrohrbambus das dominierende Gewächs eines 48 ha großen Parks, des „Schwarzrohrbambus-Parks“ im Straßenviertel Zizhuyuan des Stadtbezirks Haidian.

## Nachweise